# Yassine Benrahou
Yassine Otmane Benrahou (Le Blanc-Mesnil, Isla de Francia, 24 de enero de 1999) es un futbolista francés. Juega de centrocampista y su equipo es el S. M. Caen de la Ligue 2.

## Trayectoria
Luego de entrar en las inferiores del Girondins de Burdeos en 2014, Benrahou firmó su primer contrato profesional con el club el 6 de agosto de 2018. Debutó en la Ligue 1 el 29 de abril de 2019 en la derrota por 3-2 ante el Olympique de Lyon.
El 3 de enero de 2020 fue enviado a préstamo al Nîmes Olympique. El 23 de junio, el jugador fue adquirido en propiedad.

## Selección nacional
Benrahou nació en Francia, su padre es marroquí y su madre es argelina. Fue internacional juvenil con Francia entre 2014 y 2016 en las categorías sub-16 y sub-17.
En marzo de 2018 jugó un encuentro con la selección de Marruecos sub-20, correspondiente a la fase de clasificación del Campeonato Africano Sub-20 de 2019.
En abril de 2020 declaró que deseaba jugar internacionalmente por Marruecos.

## Estadísticas
Actualizado al último partido disputado el 15 de diciembre de 2024.
| Club | Div.          | Temporada     | Liga  | Liga  | Copas nacionales(1) | Copas nacionales(1) | Copas internacionales(2) | Copas internacionales(2) | Total | Total |
| Club | Div.          | Temporada     | Part. | Goles | Part.               | Goles               | Part.                    | Goles                    | Part. | Goles |
| --- | ------------- | ------------- | ----- | ----- | ------------------- | ------------------- | ------------------------ | ------------------------ | ----- | ----- |
| F. C. Girondins de Burdeos "II" Francia | 4.ª           | 2015-16       | 1     | 0     | ―                   | ―                   | ―                        | ―                        | 1     | 0     |
| F. C. Girondins de Burdeos "II" Francia | 5.ª           | 2017-18       | 21    | 5     | ―                   | ―                   | ―                        | ―                        | 21    | 5     |
| F. C. Girondins de Burdeos "II" Francia | 4.ª           | 2018-19       | 23    | 5     | ―                   | ―                   | ―                        | ―                        | 23    | 5     |
| F. C. Girondins de Burdeos "II" Francia | Total club    | Total club    | 45    | 10    | 0                   | 0                   | 0                        | 0                        | 45    | 10    |
| F. C. Girondins de Burdeos Francia | 1.ª           | 2018-19       | 4     | 0     | 0                   | 0                   | 0                        | 0                        | 4     | 0     |
| F. C. Girondins de Burdeos Francia | 1.ª           | 2019-20       | 6     | 0     | 0                   | 0                   | ―                        | ―                        | 6     | 0     |
| F. C. Girondins de Burdeos Francia | Total club    | Total club    | 10    | 0     | 0                   | 0                   | 0                        | 0                        | 10    | 0     |
| Nîmes Olympique Francia | 1.ª           | 2019-20       | 9     | 2     | 1                   | 0                   | ―                        | ―                        | 10    | 2     |
| Nîmes Olympique Francia | 1.ª           | 2020-21       | 23    | 0     | 0                   | 0                   | ―                        | ―                        | 23    | 0     |
| Nîmes Olympique Francia | 2.ª           | 2021-22       | 34    | 10    | 3                   | 2                   | ―                        | ―                        | 37    | 12    |
| Nîmes Olympique Francia | 2.ª           | 2022-23       | 9     | 0     | 1                   | 0                   | ―                        | ―                        | 10    | 0     |
| Nîmes Olympique Francia | Total club    | Total club    | 75    | 12    | 5                   | 2                   | 0                        | 0                        | 80    | 12    |
| H. N. K. Hajduk Split · Croacia | 1.ª           | 2022-23       | 17    | 4     | 2                   | 0                   | ―                        | ―                        | 19    | 4     |
| H. N. K. Hajduk Split · Croacia | 1.ª           | 2023-24       | 24    | 2     | 5                   | 2                   | 1                        | 0                        | 30    | 4     |
| H. N. K. Hajduk Split · Croacia | 1.ª           | 2024-25       | 7     | 1     | 2                   | 2                   | 0                        | 0                        | 9     | 3     |
| H. N. K. Hajduk Split · Croacia | Total club    | Total club    | 48    | 7     | 9                   | 4                   | 1                        | 0                        | 58    | 11    |
| S. M. Caen Francia | 2.ª           | 2024-25       | 0     | 0     | ―                   | ―                   | ―                        | ―                        | 0     | 0     |
| S. M. Caen Francia | Total club    | Total club    | 0     | 0     | 0                   | 0                   | 0                        | 0                        | 0     | 0     |
| Total carrera | Total carrera | Total carrera | 178   | 29    | 14                  | 6                   | 1                        | 0                        | 193   | 35    |
| (1) Incluye datos de la Copa de Francia, Copa de Croacia y Supercopa de Croacia. (2) Incluye datos de la Liga Europa Conferencia de la UEFA. |               |               |       |       |                     |                     |                          |                          |       |       |

## Palmarés

### Títulos nacionales
| Título          | Club                  | País    | Año  |
| --------------- | --------------------- | ------- | ---- |
| Copa de Croacia | H. N. K. Hajduk Split | Croacia | 2023 |